# Nedim Remili
Nedim Remili (Créteil, 18 de julho de 1995) é um handebolista profissional francês, campeão olímpico.

## Carreira
Remili conquistou a medalha de ouro com a Seleção Francesa de Handebol Masculino nos Jogos Olímpicos de Verão de 2020 em Tóquio, após derrotar a equipe dinamarquesa na final da competição por 25–23.